# Hallo! Hier Welle Erdball!
Hallo! Hier Welle Erdball! ist der Titel eines Hörspiels von Fritz Walter Bischoff, dem damaligen Intendanten der Schlesischen Funkstunde in Breslau, aus dem Jahr 1928. Es gilt als das letzte große Hörspiel des Radios in der Weimarer Republik.
Revolutionär bei Hallo! Hier Welle Erdball! ist die Vorproduktion mit Hilfe von Filmtonstreifen. Während bis dahin im deutschen Hörfunk Hörspiele ausschließlich Live-Produktionen waren, wurde hier mit dem neuen Aufzeichnungsmittel gearbeitet, so dass durch Schnitte, Inserts und Umstellungen Montage und damit eine neue Rhythmisierung möglich war. Das gleiche Verfahren wendete Walter Ruttmann in seinem berühmten Kurzhörspiel Weekend an, das aus dem Jahr 1930 stammt.
Die Minimal-Electro- und Electropop-Band Welle: Erdball benannte sich nach dem Werk Bischoffs.